# Бошнякович, Дражен
 Дражен Бошнякович  (хорв. Dražen Bošnjaković; 6 января 1961, Вуковар, Югославия, ныне СР Хорватия) — хорватский политик, бывший министр юстиции Хорватии.

## Биография
Дражен Бошнякович родился 6 января 1961 года в Вуковаре.
Начальную и среднюю школу посещал в Илоке, где жил до 18-летнего возраста. Учился на отлично. В 1985 году окончил юридический факультет Загребского университета.
Свою профессиональную карьеру начал как стажёр по праву. После этого работал в должности в Совете общины Иванич-Град. С 1993 по 1997 год занимал должность секретаря Сисацко-Мославинского округа. В 1997 году открыл адвокатскую контору в Иванич Граде, а с 23 декабря 2003 по 11 января 2007 года был депутатом хорватского парламента и председателем Комитета по вопросам Конституции, регламента и политической системы хорватского парламента.
В 2008-м назначается на должность государственного секретаря хорватского министерства юстиции.
С того же года — член Центрального комитета ХДС, и уже в течение десяти лет занимает должность заместителя председателя Загребского окружного комитета ХДС.
В 2010 году стал министром юстиции Республики Хорватии.
Женат, имеет троих детей.